# Ezhīyeh
Ezhīyeh (persiska: اژیه) är en ort i Iran.   Den ligger i provinsen Esfahan, i den centrala delen av landet, 400 km söder om huvudstaden Teheran. Ezhīyeh ligger 1 500 meter över havet och antalet invånare är 3 309.
Terrängen runt Ezhīyeh är en högslätt. Runt Ezhīyeh är det ganska tätbefolkat, med 144 invånare per kvadratkilometer. Närmaste större samhälle är Harand, 14,6 km norr om Ezhīyeh. Trakten runt Ezhīyeh är ofruktbar med lite eller ingen växtlighet.